# Лалами, Лайла
Лайла Лалами (араб. ليلى العلمي‎, англ. Laila Lalami; р. 1968, Рабат) — американская писательница и журналистка марокканского происхождения.

## Биография
Выросла в Марокко. Говорила на арабском и французском языках, начала учить английский в 15 лет. Получила степень бакалавра по английской литературе в Mohammed V University. В 1991 году по стипендии Британского Совета приехала в Великобританию, окончила магистратуру по лингвистике в Университетском колледже Лондона. Вернулась в Марокко, занималась журналистикой. В 1992 году переехала в США, защитила диссертацию в Университете Южной Калифорнии. В 1996 году начала писать по-английски. Публиковалась как политический обозреватель и литературный критик в The Boston Globe, Los Angeles Times, The New York Times, The Washington Post и др. Дебютировала книгой рассказов в 2005 году. В 2009 году Всемирный экономический форум присвоил ей почетное звание Молодой мировой лидер. Преподает литературное мастерство в Калифорнийском университете в Риверсайде.

## Публикации
- «Надежда и другие опасные занятия» / Hope and Other Dangerous Pursuits, новеллы (2005; исп. и голл. пер. 2006, фр. пер. 2007, пер. на урду 2010)
- «Тайный сын» / Secret Son, роман (2009, длинный список премии Оранж; голл. пер. 2009, кит. и босн. пер. 2011)
- «Отчет мавра» / The Moor’s Account (2014, исторический роман из эпохи колонизации Америки)